# Sphacanthus
Sphacanthus, biljni rod iz porodice primogovki smješten u tribus Justicieae, dio potporodice Acanthoideae. Sastoji se od 2 vrste grmova endemičnih za otok Madagaskar Opisan je u Notulae Systematicae. Herbier du Museum de Paris 8: 157. 1939. 

## Opis
Madagaskarski rod Sphacanthus ima pelud u skladu s Whitfieldieae ili Isoglossinae od tribusa Justicieae; njegov androecij od dva prašnika upućuje na smještaj s potonjim (McDade et. al., 2008: 1148).

## Vrste
1. Sphacanthus brillantaisia Benoist, tipična vrsta
2. Sphacanthus humbertii Benoist